# Okinawa Namura Hall
Az Okinawa Namura Hall (沖縄ナムラホール), korábban Dance Club Matsushita (ダンスクラブ松下) egy az okinavai Nahában található 1500 férőhelyes koncertterem.

## Megközelíthetősége
- 5 perc séta az Okinava városi egysínű vonal (Yui Rail) Kencsómae állomásától.